# Lophocharis oxysternon
Lophocharis oxysternon är en hjuldjursart som först beskrevs av Gosse 1851.  Lophocharis oxysternon ingår i släktet Lophocharis och familjen Mytilinidae. Inga underarter finns listade i Catalogue of Life.